# Chloropsis (zoologia)
Chloropsis Jardine & Selby, 1827 è un genere di uccelli passeriformi, l'unico ascritto alla famiglia Chloropseidae Wetmore, 1960.

## Etimologia
Il nome scientifico del genere, Chloropsis, deriva dall'unione delle parole greche χλωρος (khlōros, "verde") e οψις (opsis, "aspetto"), col significato di "dall'aspetto verde", in riferimento alla livrea della maggior parte delle specie.

## Descrizione

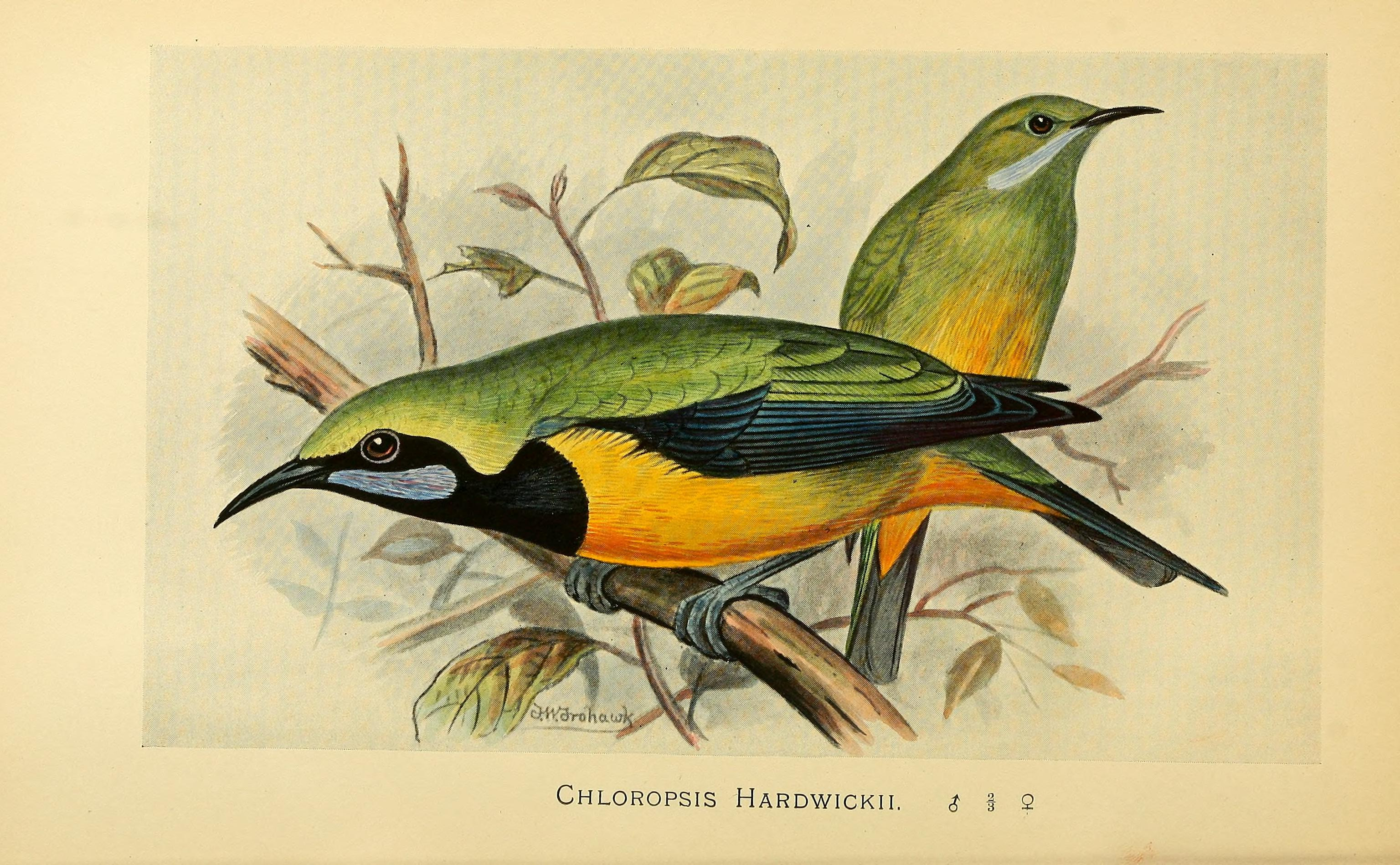
C. hardwickii.

Si tratta di uccelli di dimensioni medio-piccole (14-21 cm, coi maschi più grandi rispetto alle femmine), dall'aspetto simile a quello di uno storno o di un bulbul dai colori vivaci, muniti di becco conico e allungato, corpo robusto con ali arrotondate, coda dall'estremità squadrata e zampe forti.

Il piumaggio (molto delicato e che si stacca facilmente) è vivace e presenta quasi sempre dimorfismo sessuale, sempre dominato dal verde (talvolta con area ventrale sfumata di giallo) ma con presenza di mascherine nere e aree blu o violacee più o meno estese a seconda della specie, assenti comunque nelle femmine.

## Biologia
Si tratta di uccelli tendenzialmente onnivori, che cercano il cibo (frutta, insetti, piccoli vertebrati, nettare nella canopia.

Il nido a coppa viene appeso alla punta del ramo di un albero: si tratta di uccelli monogami, con le femmine che costruiscono il nido e covano e i maschi che sorvegliano i dintorni e nutrono la compagna, aiutandola inoltre ad allevare la prole.

## Distribuzione e habitat
La maggior parte delle specie ascritte al genere è diffusa nelle foreste pluviali della penisola malese e nelle grandi Isole della Sonda, con numerosi endemismi insulari: non mancano specie diffuse alle Filippine, in Indocina e nel subcontinente indiano.

## Tassonomia
Al genere (facente parte di una famiglia monotipica) vengono ascritte undici specie:
Famiglia Chloropseidae
- Genere Chloropsis

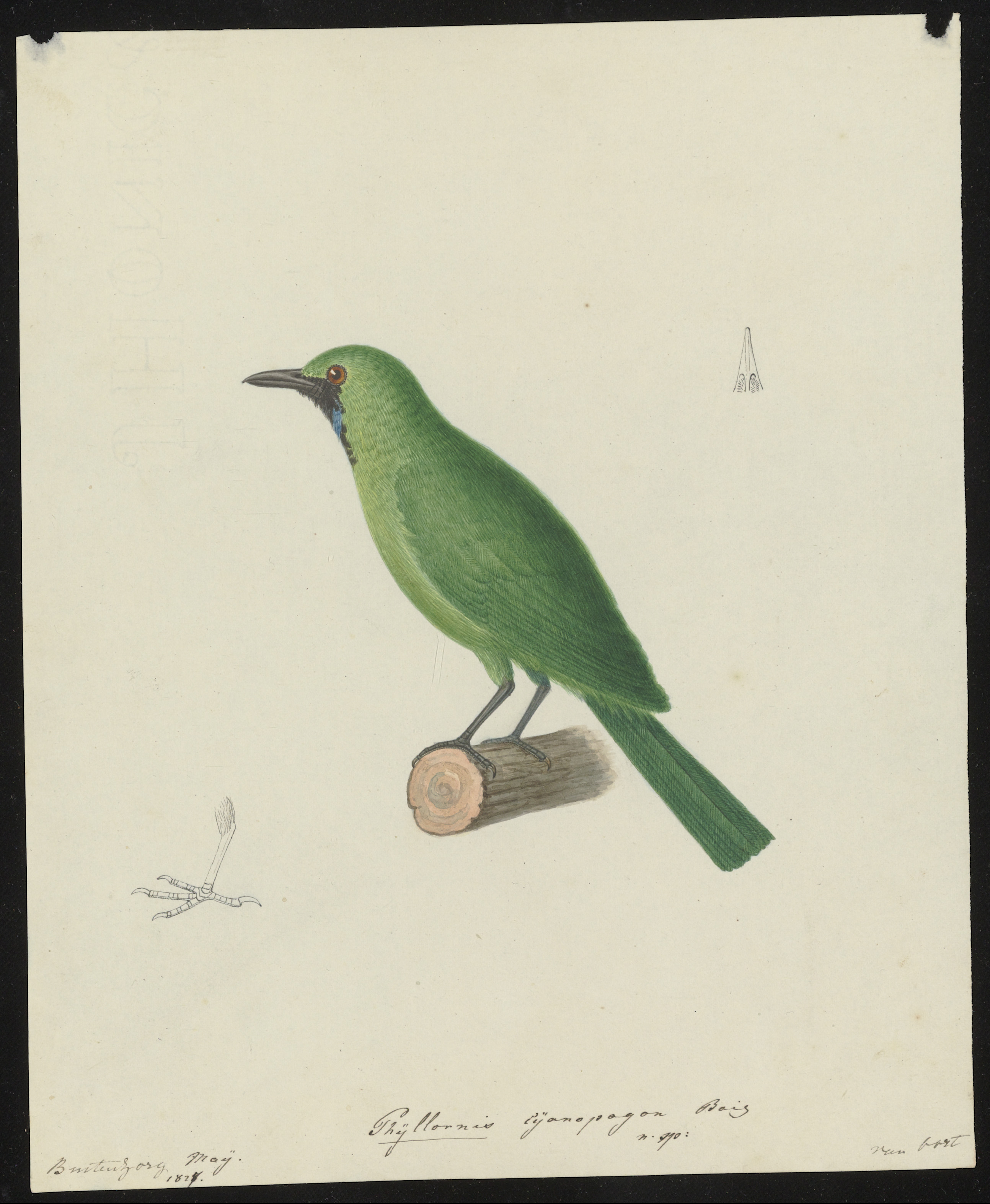
C. cyanopogon.

  - Chloropsis flavipennis (Tweeddale, 1878) - fogliarolo delle Filippine
  - Chloropsis palawanensis (Sharpe, 1876) - fogliarolo golagialla
  - Chloropsis sonnerati Jardine & Selby, 1827 - fogliarolo verde maggiore
  - Chloropsis cyanopogon (Temminck, 1830) - fogliarolo verde minore
  - Chloropsis cochinchinensis (Gmelin, 1789) - fogliarolo aliazzurre
  - Chloropsis kinabaluensis Sharpe, 1887 - fogliarolo del Borneo
  - Chloropsis jerdoni (Blyth, 1844) - fogliarolo di Jerdon
  - Chloropsis aurifrons (Temminck, 1829) - fogliarolo frontedorata
  - Chloropsis media (Bonaparte, 1850) - fogliarolo di Sumatra
  - Chloropsis hardwickii Jardine & Selby, 1830 - fogliarolo panciarancio
  - Chloropsis venusta (Bonaparte, 1850) - fogliarolo mascherato

In passato classificati con gli Irenidae, in realtà questi uccelli (pur essendo ad essi affini) ne sono abbastanza separati da formare un proprio clade, vicino anche ai Dicaeidae.